# Johan Helmich Roman
Johan Helmich Roman (26. října 1694 – 20. listopadu 1758) byl švédský barokní hudební skladatel a teoretik hudby, nazývaný také „otec švédské hudby“ nebo „švédský Händel“. Studoval v Londýně, působil jako vedoucí Švédského královského orchestru. V pozdějších letech života trpěl hluchotou.